# Ex-Ejido Chapultepec
Ejido Chapultepec es una localidad en el estado de Baja California, México, decretada como ejido el 17 de noviembre de 1938 por decreto presidencial en el Diario Oficial de la Federación. Actualmente es una zona urbanizada, la cual aun cuenta con el carácter de Ejido. 

## Historia
El actual territorio conformado por el Ejido Chapultepec fue colonizado a partir de 1929 por familias mexicanas procedentes del norte de Los Ángeles, California, mismas que se habían refugiado en el país vecino durante el periodo de la Revolución. Posteriormente, estas familias llegaron a la zona sur del municipio de Ensenada a instalarse en lo que denominaron Colonia Moderna. Tras un periodo de esfuerzos infructuosos por reconocer las tierras nacionales como colonia, en el año de 1937.

## Datos básicos
- Se localiza al sur de la ciudad de Ensenada, carretera a Maneadero.
- Su población económicamente activa es de aproximadamente 10 000 personas.
- Cuenta con alrededor de mil viviendas, y trece colonias, como son Escritores, Aeropuerto, Chapultepec, y las más recientes como son Villas 1-7, Villas del Rey 1 y 2, y Pórticos.

## Economía local
La principal actividad de las personas, es el comercio, así como el auto empleo, y la venta de segunda, pero casi la mayoría de sus habitantes, laboran y estudian en la ciudad de Ensenada. Aunque también existen varias fábricas, como son Diaco, Orcon, ANT de México, 2nd Farms y Hutchinson.
Se han registrado fuerte incrementos de la población,  en parte debido a la inmigración de gente del sur del país, debido a la ilusión de encontrar una mejor oportunidad de vida. Pero es básicamente por el concepto de una renta de casa, ya que generalmente laboran en la ciudad.  Otra razón se debe a que los desarrolladores Inmobiliarios construyeron los Fraccionamiesntos Villas 2,3,4,6 y 7, así como Pórticos del Mar y Villas del Rey I y II.